# Jelisaveta Pjast Kotromanić
Jelisaveta Pjast Kotromanić (1302 — 23. avgust 1345) bila je banica Bosne kao treća supruga bana Stefana II.

## Porijeklo
Jelisaveta je bila kćerka kujavskog vojvode Kazimira II Pjasta. Ime njene majke nije poznato. Pripadala je dinastiji Pjast koja je vladala Poljskim kraljevstvom. Pored Elizabete, Kazimir je imao sina Vladislava Poljskog.

## Brak
Brak između Jelisavete i Stefana, koji je već bio dva puta oženjen (ortenburškom groficom Jelisavetom i bugarskom carskom princezom Teodorom Šišman), aranžirao je Karl I Robert, 1323. godine. Jelisaveta je bila imenjakinja i rođaka Karlove supruge, kraljice Jelisavete, a Karlo I Robert je želio ovim brakom steći veću kontrolu nad Stefanom. Kao vjenčani dar, Stefan je od Karla Roberta dobio zapadne zemlje koje je prethodno kontrolirao Mladen I Šubić Bribirski.
Brak je bio ozakonjen 1339. godine. Do tada je Stefanov brak s Teodrom, ćerkom bugarskog cara još bio smatran validnim. Od njene četvoro djece, preživjelo su dvije kćerke:
- Jelisaveta Kotromanić (1339—1387), ugarska i poljska kraljica, koja je imala tri kćerke i jednu unuku, ali danas nema potomaka
- Katarina Kotromanić, celjska grofica, koja danas ima potomke na svim evropskim prijestoljima

Banica Jelisaveta je umrla za vrijeme života svog muža, tačnije 23. avgusta 1345, uzrok smrti bila je kuga. Smatra se da je sahranjena u Bobovcu, u istoj grobnici kao i njen suprug Stefan, Stefanov brat Vladislav i Vladislavova supruga Jelena.